# Carlos Moreira
Carlos Moreira (Rio de Janeiro, 7 de outubro de 1869 — Rio de Janeiro, 7 de abril de 1946) foi um zoólogo que se destacou no estudo dos crustáceos (Crustacea) do Brasil.

## Biografia
Admitido como ajudante de desenhador em 1888 no Museu Nacional do Brasil, passando a preparador em 1889, a bibliotecário interino em 1894 e a naturalista-ajudante em 1895, após concurso público. Destacou-se nas funções de naturalista-entomólogo do Museu Nacional, onde foi chefe do Laboratório de Entomologia, subdiretor da 1.ª Secção (Zoologia) em 1896 e director interino na gestão de Bruno Lobo (entre 1916 e 1918).
Estudou peixes, crustáceos e insectos, especialmente os espécimes de crustáceos recolhidos pela Comissão Rondon. Editou a obra Entomologia Agrícola Brasileira (1921).
Deve-se ao seu trabalho a descrição de várias espécies, entre as quais:
- Talaus ribeiroi (Copepoda: Argulidae);[3]
- Trichodactylus parvus (Decapoda: Brachyura Trichodactylidae); [4]
- Metanephrops rubellus